# 曾光魯
曾光魯（1539年—1606年），字于魯，號浴宇，福建興化府莆田縣人，匠籍，明朝政治人物。广东按察使司副使。

## 生平
萬曆四年（1576年）丙子科福建鄉試第八十三名。曾任湖广桂阳州學正，萬曆十四年會試三百四十一名，登進士第三甲第九十六名。户部观政，八月授江西广信府贵溪县知县，十七年六月改宁国府儒学教授，十九年分校江西禮闈。二十年升南京國子監博士，二十二年升南户部主事，二十五年管北新关，二十六年升郎中，榷杭州鈔关，二十七年（1599年）出为江西南安府知府，在任八年，有德政碑。万历三十四年（1606年）八月，迁广东副使，不久病卒。

## 著作
有《万拙稿》10卷。

## 家族
曾祖父曾孟貢；祖父曾泰，曾任布政司司獄；父親曾文庸。前母吳氏；母林氏。永感下。兄曾應雷（举人、教谕）。弟光源、潮、淮。